# قطار شهری بن
قطار شهری بن (آلمانی: Stadtbahn Bonn) سامانه قطار سبک شهری در بن، آلمان است.
این قطار شهری که در سال ۱۹۷۵ تأسیس شده دارای ۶ خط، ۸۱ ایستگاه و ۹۵٫۸ کیلومتر طول می‌باشد.

## نگارخانه

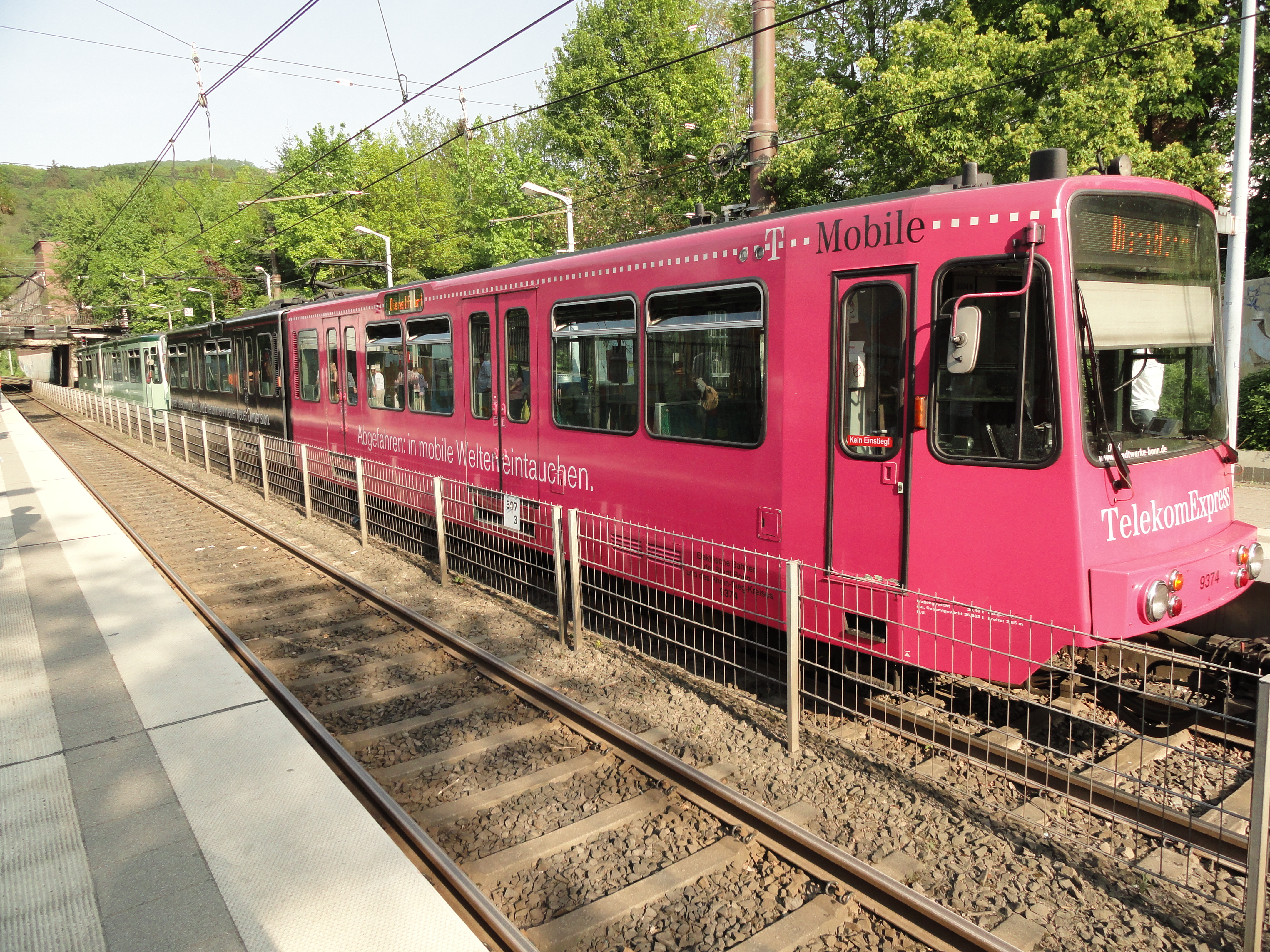
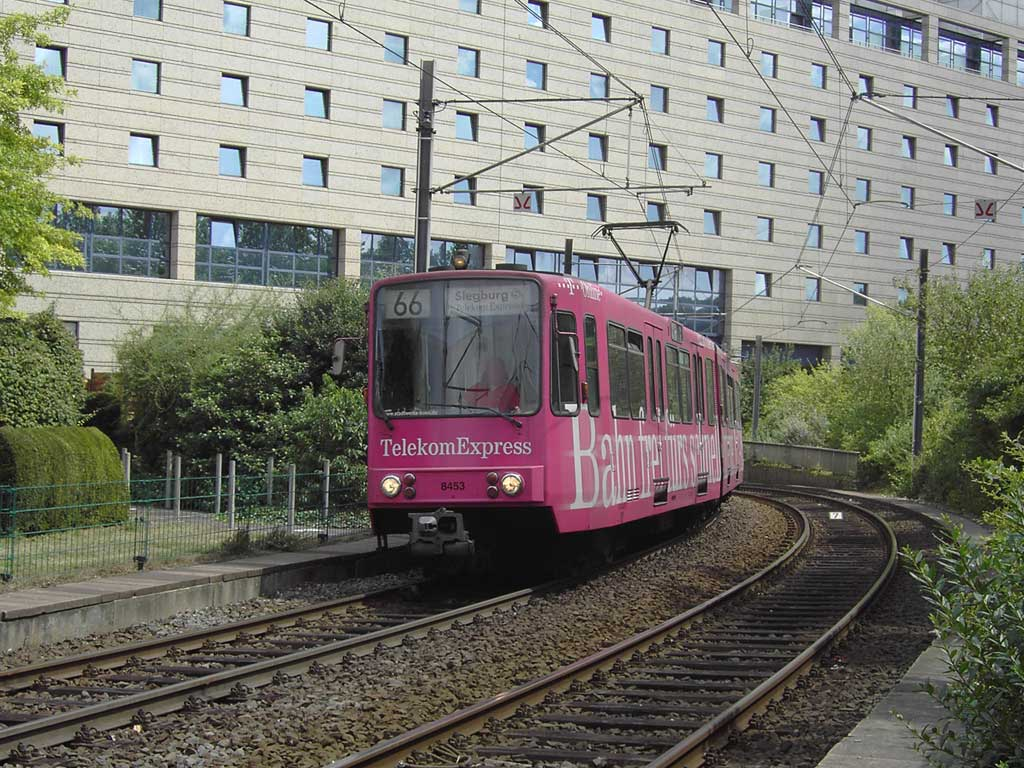
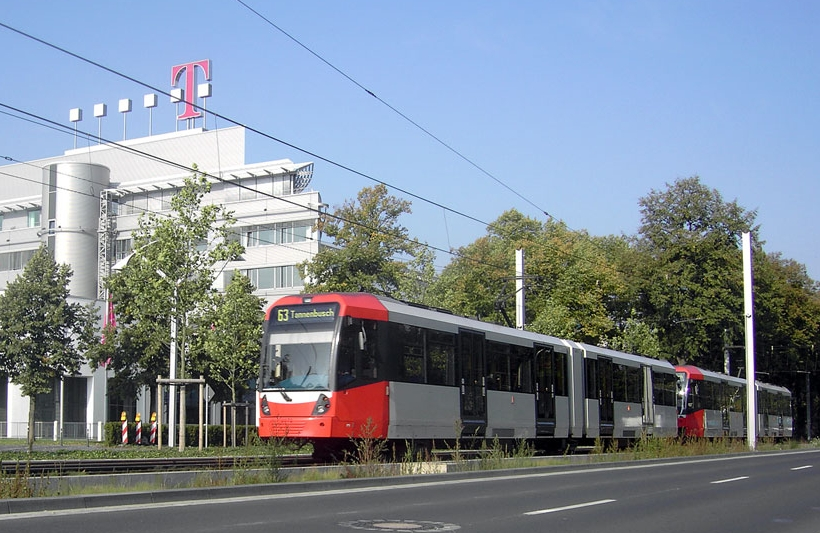
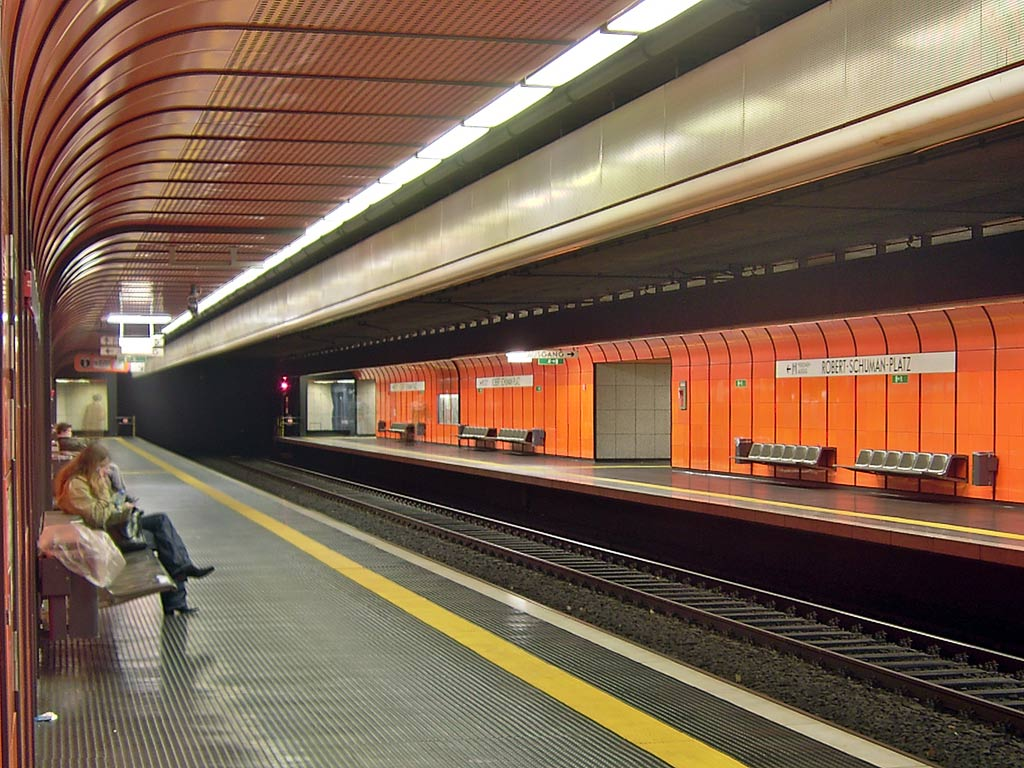
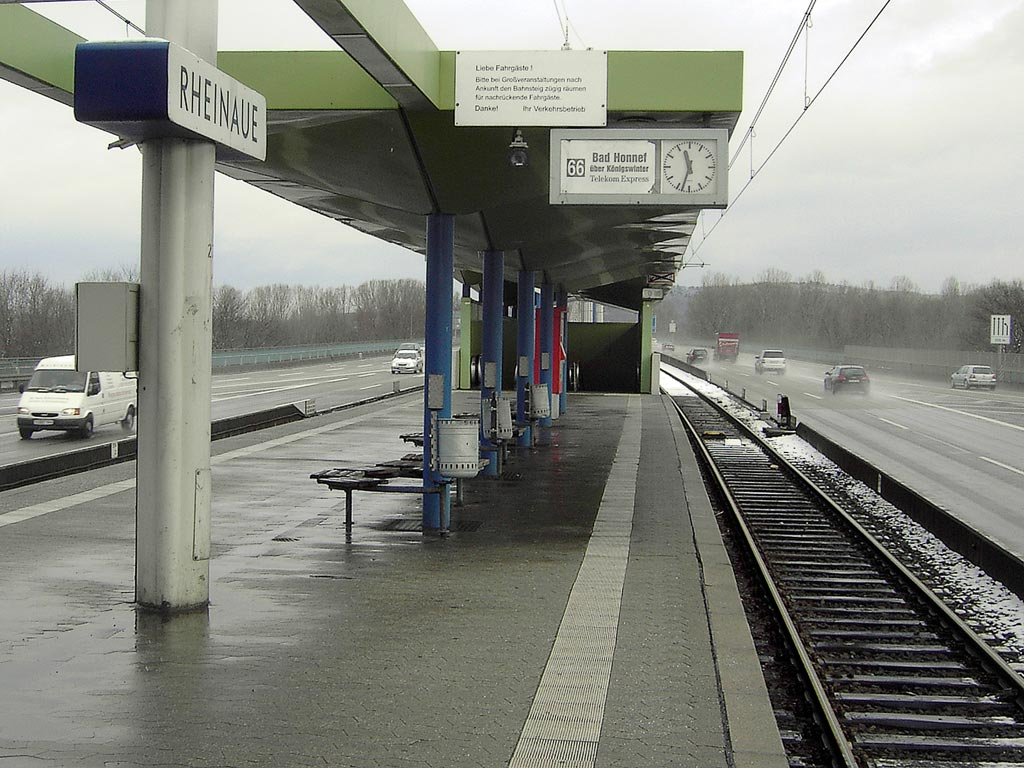
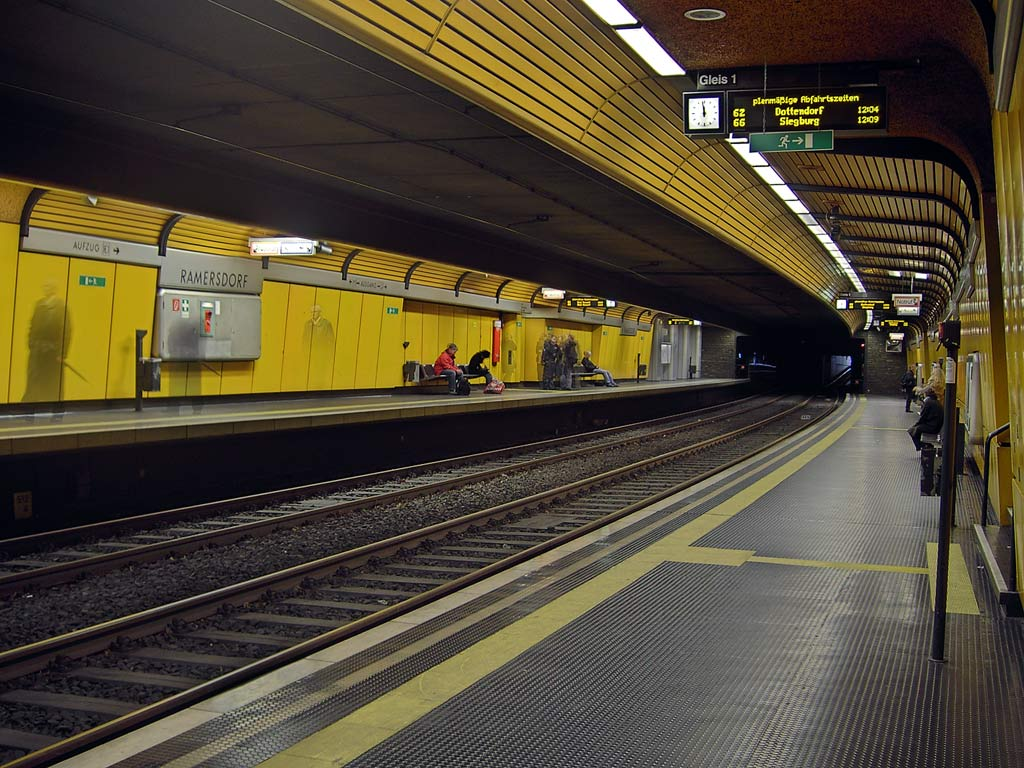